# Béguinage Notre-Dame
Le béguinage Notre-Dame est un monument religieux de la ville de Cambrai dans le département du Nord. Il fait partie des nombreux béguinages qui se trouvent dans la ville.
Ce béguinage fait l’objet d’une inscription au titre des monuments historiques depuis le 16 juillet 1984.